# Eugenio Lucas Velázquez

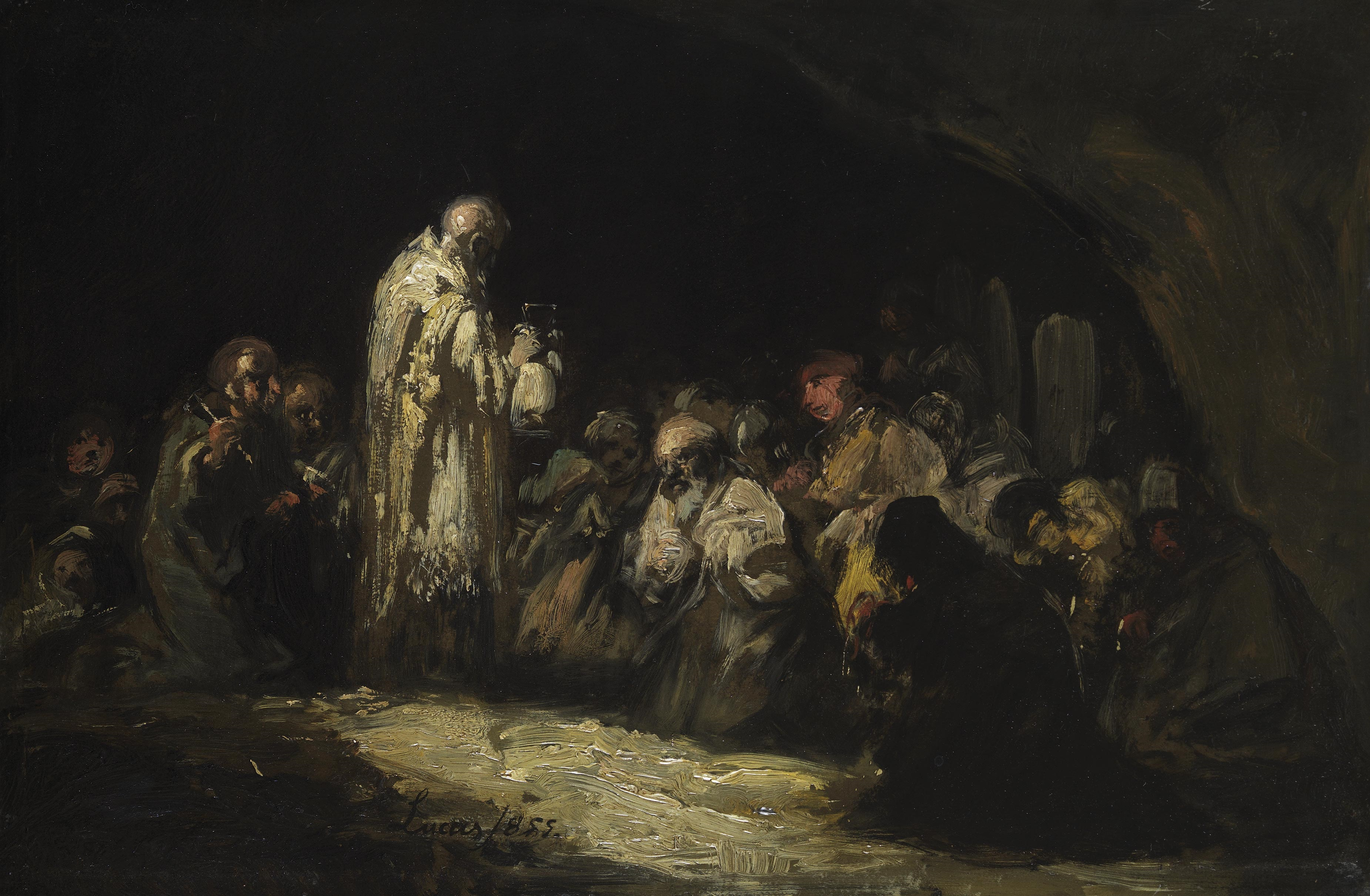
Komunia (1855)

Eugenio Lucas Velázquez (ur. w 1817 w Madrycie, zm. w 1870 tamże) – hiszpański malarz okresu romantyzmu. Od XIX wieku pojawia się w tekstach jako Eugenio Lucas Padilla lub Eugenio Lucas el Viejo (stary). Błędnie podaje się również Alcalá de Henares jako jego miejsce urodzenia, w rzeczywistości urodził się w Madrycie.
Studiował na Królewskiej Akademii Sztuk Pięknych św. Ferdynanda w Madrycie. Wyjeżdżał do Włoch i Paryża. Był entuzjastycznym zwolennikiem i naśladowcą Goi. Pozostawał też pod wpływem Velázqueza. Malował sceny ludowe: dziewczęta w strojach regionalnych, pielgrzymki, zbójców, walki byków, więzienia itp. Tworzył też portrety i pejzaże. Stosował śmiałe efekty świetlne oraz szybkie szkicowe pociągnięcia pędzla.
Ożenił się z Franciscą Villaamil siostrą malarza Jenaro Péreza Villaamil, z którą miał czworo dzieci. Ich syn Eugenio Lucas Villaamil również został malarzem.
Był nadwornym malarzem królowej Izabeli II, która udekorowała go Orderem Karola III.

## Wybrane dzieła
- Autoportret -  75 x 62 cm, Prado, Madryt
- Egzekucja -  1869, 61 x 80 cm, Muzeum Goi w Castres
- Komunia -  1855, 26,5 x 39,7 cm, Muzeum Sztuk Pięknych w Bilbao
- Miasto na skale -  84 × 104 cm, Metropolitan Museum of Art, Nowy Jork
- Myśliwy -  216 x 153 cm, Prado, Madryt
- Obrona Saragossy -  1850-55, 73 x 106 cm, Wallraf-Richartz-Museum & Fondation Corboud, Kolonia
- Rewolucja -  124 x 158 cm, Prado, Madryt
- Skazana przez Inkwizycję -  51,5 x 41 cm, Prado, Madryt
- Skazany przez Inkwizycję -  77,5 cm x 91,5 cm, Prado, Madryt
- Walka byków -  1860, 27 x 31 cm, Muzeum Goi w Castres
- Wielka walka byków -  148 × 210 cm, Museo Nacional de Bellas Artes, Hawana